# Guillermo Barrios Tirado
Manuel Guillermo Barrios Tirado (Ovalle, 2 de abril de 1893-8 de septiembre de 1967, Santiago) fue un militar y diplomático chileno. Se desempeñó como Comandante en jefe del Ejército de Chile desde 1946 hasta 1947 y 1949-1950.
Fue ministro de Defensa entre agosto de 1947 y noviembre de 1952, bajo el gobierno del presidente Gabriel González Videla.

## Biografía
Nació en el pueblo de Sotaquí, en la comuna de Ovalle. Fue hijo de Juan Manuel Barrios Castellón y Mercedes Elena Tirado Lanas.
En 1923 se casó con Elena Merino Esquivel (n. 1896), dicho matrimonio tuvo cuatro hijos; María Elena, María Luisa, Guillermo Eduardo y Sonia Lucía (n. 1 de enero de 1928).

## Carrera militar
En el año 1903 inicia sus estudios en el Liceo Manuel Barros Borgoño de Santiago.
Para 1907 continúa con estudios secundarios en el Internado Nacional Barros Arana, Santiago.
En 1912 ingresa a la Escuela Militar como Cadete del Curso Especial. Dos años más tarde egresa de la Escuela Militar como Subteniente de Infantería, siendo su primera destinación el Regimiento de Infantería Nº 14 Caupolicán.
En 1921 ingresa a la Academia de Guerra.
En 1925 recibe el título de Oficial de Estado Mayor. Obtiene el título de profesor militar en la asignatura de Táctica y Estado mayor. También es designado agregado militar en la Embajada de Chile en París, Francia.
En 1929 alcanza el grado de Mayor, desempeñándose, posteriormente, en el Regimiento de Infantería Nº 11 Tucapel, Escuela de Infantería, y Regimiento Nº 3 Yungay.
En 1934 es nombrado Comandante en el Regimiento de Infantería N° 2 Maipo.
En 1936 es designado Director interino de la Escuela de Infantería.
El año 1937 es ascendido a Coronel, asume como Director en propiedad de la Escuela de Infantería. Además recibe la Estrella de Oro, al cumplir 25 años de servicio.
En 1939 recibe la medalla Al deber, de 1.ª clase, por su actuación en los sucesos del 25 de agosto: el intento de golpe de Estado, llamado El Ariostazo, liderado por el General Ariosto Herrera, contra el Presidente Pedro Aguirre Cerda.
En 1942 es nombrado Director de la Academia de Guerra y Jefe del Estado Mayor General, en el grado de General de División.
Al año siguiente es ascendido a General de Brigada.
En 1946 es nombrado Comandante en Jefe del Ejército de Chile y, en 1947 recibe la Medalla de Oro, al cumplir 35 años de servicio. Se mantuvo en el cargo hasta 1947, cuando el 2 de agosto es nombrado ministro de Defensa. Luego en 1949 vuelve a ser nombrado por un segundo periodo como Comandante en Jefe del Ejército que culmina en 1950.
En 1952 se acoge a retiro y por ende, deja el cargo de ministro de Defensa en el Gobierno de Carlos Ibañez del Campo.
Fallece en Santiago, el 8 de septiembre de 1967, a los 74 años de edad.